# العلاقات التوفالية الدومينيكانية
العلاقات التوفالية الدومينيكانية هي العلاقات الثنائية التي تجمع بين توفالو وجمهورية الدومينيكان.

## مقارنة بين البلدين
هذه مقارنة عامة ومرجعية للدولتين:
| وجه المقارنة                                              | توفالو                         | جمهورية الدومينيكان |
| --------------------------------------------------------- | ------------------------------ | ------------------- |
| المساحة (كم2)                                             | 26                             | 48.67 ألف           |
| عدد السكان (نسمة)                                         | 11.19 ألف                      | 10.40 مليون         |
| الكثافة السكانية (ن./كم²)                                 | 43.04 ألف                      | 213.68              |
| العاصمة                                                   | فونافوتي                       | سانتو دومينغو       |
| اللغة الرسمية                                             | اللغة التوفالوية، لغة إنجليزية | اللغة الإسبانية     |
| العملة                                                    | دولار توفالو                   | بيزو دومنيكاني      |
| الناتج المحلي الإجمالي (بليون دولار)                      | 39.73 مليون                    | 75.93 مليار         |
| الناتج المحلي الإجمالي (تعادل القوة الشرائية) بليون دولار | 38.93 مليون                    | 149.89 مليار        |
| الناتج المحلي الإجمالي الاسمي للفرد دولار أمريكي          | 3.29 ألف                       | 6.47 ألف            |
| الناتج المحلي الإجمالي للفرد دولار أمريكي                 | 3.77 ألف                       | 13.26 ألف           |
| مؤشر التنمية البشرية                                      |                                | 0.715               |
| رمز المكالمات الدولي                                      | +688                           | +1809، +1829، +1849 |
| رمز الإنترنت                                              | .tv                            | .do                 |
| المنطقة الزمنية                                           | ت ع م+12:00                    | 00                  |

## منظمات دولية مشتركة
يشترك البلدان في عضوية مجموعة من المنظمات الدولية، منها:
| علم المنظمة | اسم المنظمة                                 | تاريخ انضمام توفالو | تاريخ انضمام جمهورية الدومينيكان |
| ----------- | ------------------------------------------- | ------------------- | -------------------------------- |
|             | تحالف الدول الجزرية الصغيرة                 | ?                   | ?                                |
|             | الاتحاد البريدي العالمي                     | ?                   | ?                                |
|             | يونسكو                                      | 21 أكتوبر 1991      | 4 نوفمبر 1946                    |
|             | البنك الدولي للإنشاء والتعمير               | 24 يونيو 2010       | 18 سبتمبر 1961                   |
|             | مؤسسة التنمية الدولية                       | 24 يونيو 2010       | 16 نوفمبر 1962                   |
|             | الأمم المتحدة                               | 5 سبتمبر 2000       | 24 أكتوبر 1945                   |
|             | مجموعة دول أفريقيا والكاريبي والمحيط الهادئ | ?                   | ?                                |
|             | منظمة حظر الأسلحة الكيميائية                | ?                   | ?                                |